# 巴特伊堡
巴特伊堡（德語：Bad Iburg，發音：[baːt ˈʔiːbʊʁk] ⓘ）是德国下萨克森州奥斯纳布吕克县的城市，面积36.5平方千米，2023年12月31日人口为10,574人。